# Eurostar (vasúttársaság)
A Eurostar egy nagysebességű vasúti szolgáltatás, amely Londont köti össze Párizzsal, illetve Brüsszellel a Eurotunnel által birtokolt és üzemeltetett Csatorna-alagúton keresztül.
Ugyancsak Eurostar néven ismertek az ezen a vonalon üzembe állított szerelvények, amelyek lényegében a TGV-n alapulnak.
A Eurostart 2010-ig közösen üzemeltette a francia és a belga állami vasúttársaság, az SNCF és az SNCB/NMBS, valamint a brit oldalon fekvő állomásokat és infrastruktúrát tulajdonló London and Continental Railways (LCR) leányvállalata, a Eurostar (UK) Ltd (EUKL). 2010. szeptember 1-jén a közös üzemeltetés helyett a Eurostar International Limited (EIL) lett a Eurostar üzemeltetője önálló vállalatként. Az EIL tulajdonosai az SNCF (55%), az LCR (40%) és az SNCB/NMBS (5%).

## Történelem
A Eurostar gondolata a Csatorna-alagút megépítésével egy időben született meg. Célja az alagút kihasználásával összeköttetést biztosítani London és a kontinentális Európa városai között. Ehhez nagyban hozzájárult, hogy az SNCF az alagút építésével már előrehaladt az LGV Nord vonal építésével. A Eurostar elképzelésével párhuzamosan az angol vasút vizsgálta a Regional Eurostar és Nightstar vonatok bevezetésének lehetőségét, melyek feladata nagysebességű közlekedés biztosítása lett volna a West Coast Main Line (London-Birmingham-Manchester) és az East Coast Main Line (London-Edinburgh-Newcastle-York-Glasgow) vonalakon. Az 1990-es évekre a diszkont légitársaságok térnyerésével a nagysebességű belföldi vasút gazdaságilag már nem volt megalapozott; ezeken a vonalakon jelenleg az InterCity 125 és InterCity 225-ös motorvonatok közlekednek, amelyek engedélyezett sebessége 200 km/h.
A Eurostar sikeréhez hozzájárult a St Pancras pályaudvar megnyitása és a Channel Tunnel Rail Link (CTRL) megépítése. A Eurostar korábban a Waterloo pályaudvaron kialakított terminálról indult, amely nem volt más, mint a Eurostar számára 2-3 vágány felett meghosszabbított peron, illetve az utaskezeléshez szükséges beléptetők, útlevél ellenőrzés és várók. Ez nem volt különösen impozáns a Eurostar számára, de nagyobb gondot jelentett, hogy a vonatok Anglián belül a belföldi hálózaton közlekedtek, maximálisan 160 km/h sebességgel.
A St Pancras pályaudvar felújítása és megnyitása egy 800 millió fontos projekt keretében valósult meg, és vele egy időben készült el a teljes CTRL vonal, amely nagysebességű kapcsolatot biztosít a Eurostar számára a Csatorna-alagúttól a St Pancras pályaudvarig. Ez a 108 km hosszú vonal – amelybe összességében olyan hosszú alagutak kerültek megépítésre, mint az egész Csatorna-alagút – 5,2 milliárd font költséggel készült el 2007. november 14-re, amikor is a St Pancras átadása is megtörtént. Az új vonal 40 perccel csökkentette az utazási időt.

## Utazás
A EuroStarra a jegyvásárlás a fapados repülőkhöz hasonlóan (illetve Angliában más vasutakhoz hasonlóan) történik, abban az értelemben, hogy minél előbb veszi az ember annál olcsóbb. A jegyvásárlás interneten keresztül is történhet, ilyenkor a megadott foglalási kód ismeretében az állomáson található automatákból bármikor kinyomtatható a menetjegy. A honlap szerint az állomásra 45 perccel korábban kell kiérni. Először csomagátvilágítás, majd útlevél-ellenőrzés történik. Ezek után az utasok a vágányok alatt lévő várókban várakoznak. A váróban rendelkezésre áll Starbucks, sok bőr ülőhely, tiszta WC, font és euró automata, információ. A vonat indulása előtt 20 perccel a váróból mozgójárdán lehet feljutni a peronra, addig csak lent lehet tartózkodni.

## Forgalom
Az utasforgalom az elmúlt években az alábbi módon változott:
| Utasok száma | 3 000 000 | 6 000 000 | 7 100 000 | 6 600 000 | 7 450 000 | 8 260 000 | 9 500 000 | 9 900 000 | 10 400 000 | 10 300 000 |
|              | 1995      | 1997      | 2000      | 2002      | 2005      | 2007      | 2010      | 2012      | 2015       | 2017       |

## Járművek

### Jelenlegi
| Sorozat                   | Kép | Típus               | Legnagyobb sebesség | Legnagyobb sebesség | Kocsik száma                                                 | Darabszám | Pályaszám                                                             | Útvonal | Gyártásban  |
| Sorozat                   | Kép | Típus               | mph                 | km/h                | Kocsik száma                                                 | Darabszám | Pályaszám                                                             | Útvonal | Gyártásban  |
| ------------------------- | --- | ------------------- | ------------------- | ------------------- | ------------------------------------------------------------ | --------- | --------------------------------------------------------------------- | --- | ----------- |
| 08 sorozat[forrás?]       |     | Tolatómozdony       | 15                  | 24                  | N/A                                                          | 1         | 08948                                                                 | Kocsimozgatáshoz | 1952 - 1962 |
| 373 sorozat Eurostar e300 |     | villamos motorvonat | 186                 | 300                 | Két 373 sorozatú vonófej és 18 betétkocsi a vonófejek között | 12        | 373001-373022 373101-373108 373201-373202 373205-373224 373229-373232 | London–Párizs London–Brüsszel London–Marne-la-Vallée – Chessy London–Gare de Bourg-Saint-Maurice London - Marseille - Saint-Charles | 1992 - 1996 |
| 374 sorozat Eurostar e320 |     | villamos motorvonat | 200                 | 320                 | 16                                                           | 17        | 374001-374034                                                         | London–Párizs London–Brüsszel London - Amsterdam Centraal                                                                           | 2011 - 2018 |

## Útvonalak
Menetrend szerinti Eurostar vonatok jelenleg az észak-londoni St Pancras pályaudvar és Párizs, illetve Brüsszel között közlekednek.
- London-Párizs (menetidő 2007-ig: 2 óra 15 perc)
- London-Brüsszel (menetidő 2007-ig: 1 óra 51 perc)
- London-Disneyland

## Állomások
| Név                                          | Közigazgatási egység                      | Vasútvonal | Szolgáltatások | Kép |
| -------------------------------------------- | ----------------------------------------- | --- | --- | --- |
| Amsterdam Centraal                           | Amszterdam                                | Amsterdam–Rotterdam-vasútvonal Nieuwediep–Amsterdam-vasútvonal Amsterdam–Arnhem-vasútvonal Amsterdam Centraal–Schiphol-vasútvonal Amsterdam–Zutphen-vasútvonal                                         | Thalys Intercity-Express TGV Intercity Direct Eurostar Sprinter InterCityExpress 78 Nightjet Intercity Berlijn Intercity European Sleeper |     |
| Ashford International                        | Ashford                                   | Marshlink-vasútvonal South Eastern fővonal CTRL Ashford-Ramsgate-vasútvonal Maidstone-vonal | Eurostar |     |
| Déli pályaudvar                              | Saint-Gilles                              | észak-dél kapcsolat HSL 1 Line 124 (Infrabel) 28-as vasútvonal Linie 96 (Infrabel) line 50A (Infrabel)                                                                                                 | TGV Intercity-Express Thalys Eurostar IZY Nightjet Intercity Direct Line S10 Line S1 Line S2 Line S3 Line S6 Line S8 European Sleeper |     |
| Ebbsfleet International                      | Kent                                      | CTRL | Eurostar TGV |     |
| Gare de Bourg-Saint-Maurice                  | Bourg Saint Maurice                       | Saint-Pierre-d'Albigny-Bourg-Saint-Maurice-vasútvonal | TGV Eurostar Intercités Thalys Neige Bourg-Saint-Maurice - Chambéry - (Lyon) |     |
| Gare de Calais - Fréthun                     | Fréthun                                   | LGV Nord Boulogne–Calais-vasútvonal | Eurostar TGV K92+ K94+ P73 |     |
| Gare de Lille-Europe                         | Lille Métropole Lille                     | LGV Nord | TGV Thalys Eurostar K90+ K94+ K92+ |     |
| Gare de Lyon-Part-Dieu                       | Lyon                                      | Lyon–Genf-vasútvonal Párizs–Marseille-vasútvonal | TGV Intercités Eurostar Alta Velocidad Española Ouigo Lyria Elipsos Annecy - Aix - Lyon ligne 10 LYON // MÂCON // DIJON LYON // PARAY-LE-MONIAL // NEVERS Bourg-Saint-Maurice - Chambéry - (Lyon) St Gervais / Évian / Genève → Bellegarde → Lyon Bourg-en-Bresse - Lyon (Chambéry) - Culoz - Ambérieu - Lyon Chambéry - Lyon Saint-Étienne - Lyon |     |
| Gare de Marne-la-Vallée - Chessy             | Chessy                                    | LGV Interconnexion Est | TGV Eurostar Ouigo A RER-vonal |     |
| Gare de Marseille-Saint-Charles              | Marseille Saint-Charles                   | Párizs–Marseille-vasútvonal Marseille–Ventimiglia-vasútvonal Lyon-Perrache-Grenoble-Marseille-vasútvonal Marseille-Saint-Charles-Marseille-Joliette-vasútvonal L’Estaque–Marseille-Joliette-vasútvonal | TGV Intercités Thalys Eurostar Ouigo Lyria TER Auvergne-Rhône-Alpes TER Occitanie Elipsos Alta Velocidad Española ligne 1 TGV inOui ligne 02 igne 6 ligne 07A ligne 07B ligne 08 ligne 09 ligne 10 ligne 11 ligne 12 ligne 13 |     |
| Gare de Moûtiers - Salins - Brides-les-Bains | Moûtiers                                  | Saint-Pierre-d'Albigny-Bourg-Saint-Maurice-vasútvonal | Eurostar TGV Thalys Bourg-Saint-Maurice - Chambéry - (Lyon) |     |
| Gare d’Aime-La Plagne                        | Aime Aime-la-Plagne                       | Saint-Pierre-d'Albigny-Bourg-Saint-Maurice-vasútvonal | Intercités Thalys Eurostar TGV Bourg-Saint-Maurice - Chambéry - (Lyon) |     |
| Gare d’Avignon TGV                           | Avignon                                   | Combs-la-Ville-Saint-Louis-vasútvonal LGV Méditerranée | TGV Thalys Eurostar Alta Velocidad Española Ouigo Lyria Elipsos ligne 16 ligne 09 |     |
| Paris Gare du Nord                           | Saint-Vincent-de-Paul Párizs 10. kerülete | Párizs-Lille-vasútvonal | TGV Intercités Thalys Eurostar IZY Transilien Linie K Transilien H RER B D RER-vonal K10 K11 K12 K13 K14 K15 K16 C10 C11 C13 C14 C17 |     |
| Rotterdam Centraal                           | Rotterdam                                 | Amsterdam–Rotterdam-vasútvonal Brüsszel–Amszterdam-vasútvonal Breda–Rotterdam-vasútvonal Utrecht–Rotterdam-vasútvonal                                                                                  | Thalys Intercity Direct Eurostar Sprinter Beneluxtrein Intercity European Sleeper |     |
| St Pancras pályaudvar                        | Camden kerület                            | CTRL Midland Main Line Thameslink | Eurostar |     |